# Lovecraft Country (Roman)

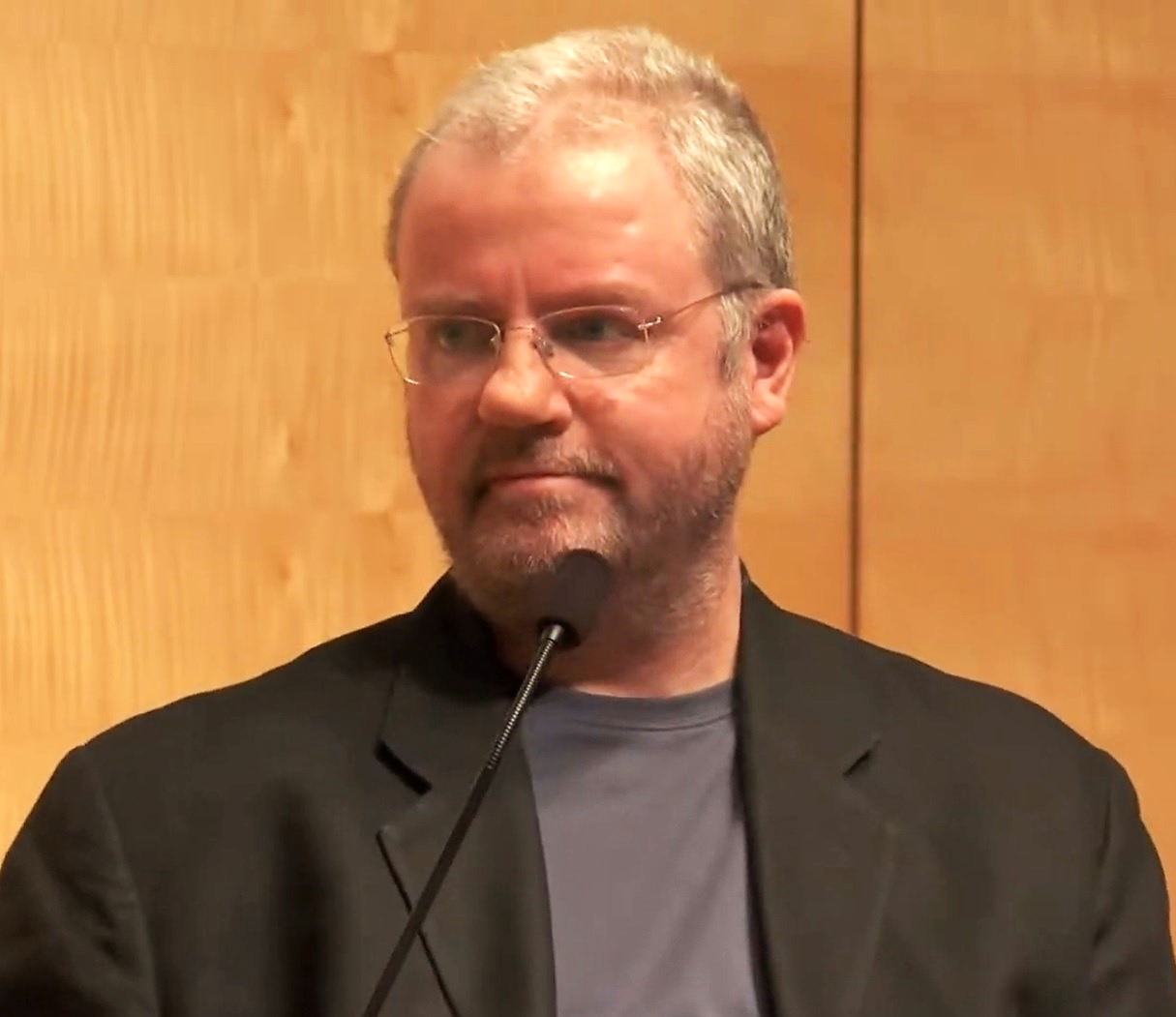
Autor Matt Ruff

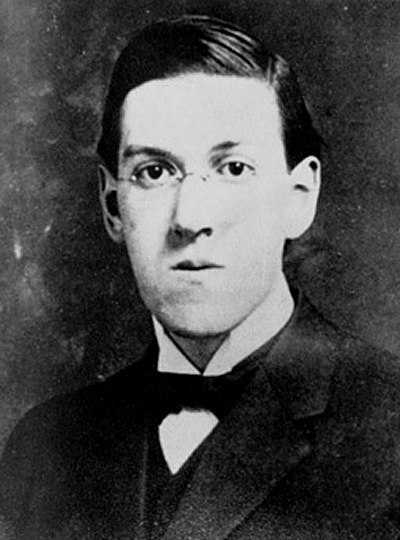
Die Geschichten des Horror-Autors H. P. Lovecraft (Bild von 1915) dienten als Bezüge.

Lovecraft Country, das 2016 erschienene, sechste Werk des amerikanischen Schriftstellers Matt Ruff, ist ein Fantasy-Horrorroman, der eine Reihe von Kurzgeschichten zu einem Handlungsstrang verbindet. Der Horror dieser Geschichten speist sich sowohl aus dem Fantastischen und Übernatürlichen als auch aus dem sehr realen Rassismus in den Vereinigten Staaten gegenüber Afroamerikanern, wie er besonders während der Jim-Crow-Ära (1877–1965) ausgeprägt war. Der Roman ist damit zugleich eine Hommage an den titelgebenden Autor H. P. Lovecraft (1890–1937) als auch eine vehemente Kritik an dessen rassistischen Thesen.
Im August 2020 erschien eine auf dem Roman basierende gleichnamige Fernsehserie.

## Format
Der Roman besteht aus acht Kapiteln mit einem Epilog, in denen zwar eine zusammenhängende Gesamthandlung erzählt wird, diese aber in kurzgeschichtenartige Episoden unterteilt ist. Diese sind zeitlich voneinander getrennt und trotz Verknüpfungen in sich abgeschlossen. Jedes Kapitel hat aus dem festen Personenkreis eine andere Hauptfigur, bis diese im achten Kapitel zusammengeführt werden, und wird mit einem Zitat eröffnet, entweder aus realer Literatur, Briefen und Zeitungstexten oder aus den fiktiven, von den Hauptfiguren geschriebenen Werken, dem Safe Negro Travel Guide und der Comicreihe Orithyia Blue.

## Figuren

### Schwarze
Die afroamerikanischen Protagonisten der Handlung sind Mitglieder der Familie Turner und Berry sowie die mit ihnen befreundeten Schwestern Dandrige.
George Berry und Montrose Turner stammen von der Sklavin Adah ab, die 1840 auf einer Plantage in Georgia geboren wurde und arbeitete, bis diese 1864 von Soldaten zerstört wurde. 1865 floh sie aus einem Krankenlager mit dem ebenfalls befreiten ehemaligen Sklaven Noah Pridewell nach Kansas, wo sie heirateten und Adah 1878 durch ihre Tochter Ruth ein Verzeichnis über ihre Sklavenarbeiten und das ihr geschuldete Geld erstellen ließ. Der erste Mann von Ruths Tochter Lucy war Jacob Berry, einer der sieben ehemaligen Sklaven, die auf einer Tabakfarm gearbeitet hatten und von ihrem letzten Besitzer Lucius Berry freigelassen worden waren. Als ihr Sohn George drei Jahre alt war und seine Schwester Ophelia ein Baby, starb Jacob an Asthma, und Lucy heiratete danach Ulysses Turner, der der Vater von Montrose wurde und 1921 bei dem Massaker von Tulsa starb.

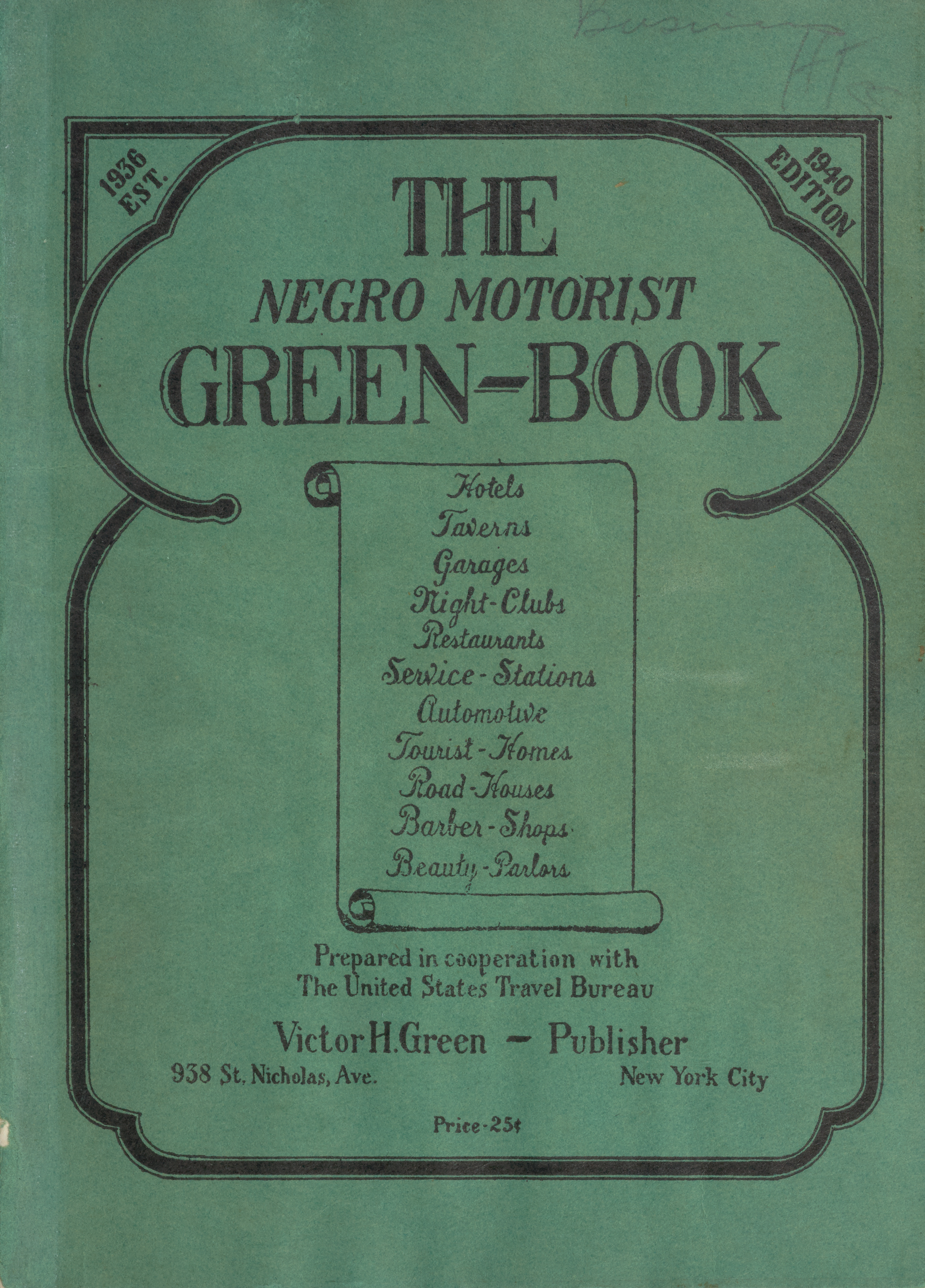
Das Green-Book diente als Vorlage für eine fiktionale Version, herausgegeben durch die Figuren.

In der Gegenwart der Handlung, 1954, leben Montrose und George mit seiner Familie in Chicago, wo sie Mitglieder der Prince-Hall-Freimaurerloge sind. George betreibt dort eine Reiseagentur, mit der er den Safe Negro Travel Guide herausgibt, eine fiktionale Version des Negro Motorist Green Book, in dem für schwarze Autofahrer verzeichnet ist, welche Orte für sie sicher sind. Georges Frau ist die Hobby-Astronomin Hippolyta (geborene Green), die nach der Entdeckung des neunten Planeten 1930 den Namen Pluto vorgeschlagen und geschworen hatte, den zehnten zu finden. Ihr zwölfjähriger Sohn Horace zeichnet Comics, etwa die auf seiner Mutter basierende Reihe Orithyia Blue über eine Weltraumheldin, 1 und illustriert den Guide. Montroses Sohn Atticus war Soldat im Koreakrieg, was zur Entzweiung der beiden führte, und lebt seit seiner Rückkehr in Florida. Atticus teilt mit George eine Vorliebe für Pulp-Literatur, also Science-Fiction wie Edgar Rice Burroughs’ Prinzessin vom Mars und Horrorliteratur wie Lovecrafts Kurzgeschichten. Auch dies trifft Monroses Ablehnung aufgrund von Lovecrafts Rassismus.
Die Familie ist befreundet mit den Dandrige-Geschwistern, da die ältere Ruby Atticus babysittete, ihr Bruder Marvin teilzeit für die Reiseagentur arbeitete und Letitia, eine Jugendfreundin von Atticus, einziges weibliches Mitglied im Science-Fiction-Club war. Ihre Mutter Eloise betrieb einen Schönheitssalon, aber gab sich in dessen Hinterzimmern als Wahrsagerin und Medium aus. Ihr Vater Warren wiederum erwarb sein Geld durch Kartenspielen. Marvin, der seit einer Polioerkrankung einen verkümmerten linken Arm hat, lebt nun in Springfield (Massachusetts), wo er für eine Zeitung arbeitet. Während Letitia, die durch ihre Mutter besonders gläubig ist und sich im Leben durch Jesus geleitet fühlt, schlanke Statur und hellere Haut hat, wird die kurvige und dunkelhäutige Ruby als „jugendliche Momma“ beschrieben.
Die hier fettmarkierten Figuren sind jeweils Hauptfigur eines Kapitels.

### Weiße
Abgesehen davon, dass in der Zeit der Rassentrennung Weiße generell gegenüber Schwarzen ablehnend waren, sodass es etwa häufiger zu Begegnungen der Hauptfiguren mit abweisenden Dienstleistern und feindlichen Polizisten kommt, ist der zentrale weiße Antagonist der junge Caleb Braithwhite.
Dessen Vorfahre Titus Braithwhite war ein Alchemist und Naturphilosoph, der die Stadt Ardham in Massachusetts gründete und dort eine Logenvereinigung des „Orden der Alten Morgenröte“ erbaute. Dessen Mitglieder, die sich „Söhne Adams“ nennen, wollen die durch Adam geschaffene Ordnung wiederherstellen. Bei einem Brand 1795, verursacht durch ein fehlgeschlagenes Zauberritual, wurde die Loge zerstört und Titus starb mit dem Großteil seiner Familie. Von einem Cousin, der sich zu der Zeit in Plymouth befand, stammt der gegenwärtige Samuel Braithwhite ab, Calebs Vater, der die Loge in den 1920ern wieder aufbaute. Zu Calebs magischen Fertigkeiten gehören Überzeugung und ein Schutz namens Immunität. Da während des Feuers die Sklavin Hannah fliehen konnte, die die Ururgroßmutter von Atticus' Mutter Dora wurde, ist auch Atticus ein Nachfahre Braithwhites, und zwar anders als Samuel und Caleb in direkter Linie, weswegen er für sie wertvoll zum Erreichen ihrer Ziele ist.
Ein weiterer Zauberer war Hiram Winthrop, 2 ein Forscher, der auf einer Abenteuerreise das magische Buch der Namen erwarb. Er war in den 1930ern der Ordenslogenmeister in Chicago, die eine Vereinigung mit der in Ardham unter Samuel Braithwhite anstrebte. 1935 brannte Hirams Sohn Henry mit dem schwarzen Dienstmädchen Pearl durch, worauf Hiram die übrigen Angestellten auf einen anderen Planeten brachte, bis sie ihm den Aufenthaltsort der beiden verraten würden. Doch er kehrte nie zurück, weil Braithwhite ihn kurz darauf tötete. Seitdem spukt Hirams Geist im Winthrop-Haus, das Letitia erwirbt, umher. Henry Narrow und Pearl, die mittlerweile einen Sohn hatten, kehrten 1945 nach Illinois in die Stadt Aken zurück, wo sie nach einem Monat in ihrem Haus starben, das von Rassisten angezündet wurde. Die Geister von Hiram und Henry helfen den Hauptfiguren schließlich, Caleb Braithwhite zu besiegen.
Der gegenwärtige Logenmeister von Chicago ist Polizeichef Captain Lancaster, der die Polizisten Detectives Burke und Noble für seine Zwecke einspannt. Er arbeitet mit Caleb für dessen Pläne zusammen, erwartet aber, den Jüngling am Ende übertreffen und an die Spitze der Macht der Logen zu gelangen.

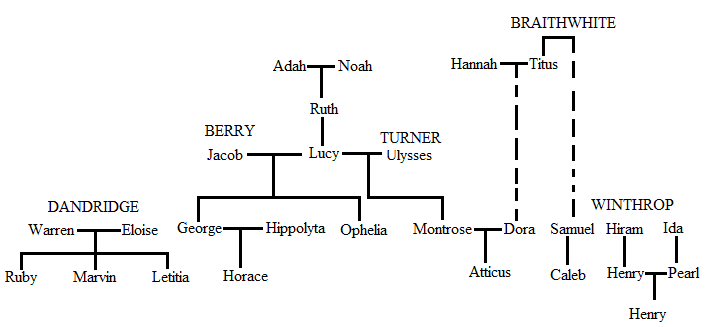
Die Stammbäume der Familien der schwarzen Protagonisten des Romans (Dandridge, Berry, Turner) und der weißen Antagonisten (Braithwhite, Winthrop). Die gestrichelten Linien stehen dafür, dass bei dieser Abstammung nicht alle Generationen bekannt sind.

## Geschichten

### Lovecraft Country

Karte des Lovecraft Country in Massachusetts. Fiktiv erdacht von Lovecraft sind Arkham und Innsmouth.

Anmerkungen: Der Titel verweist auf den fiktiven Landstrich in Lovecrafts Geschichten. Die Hauptfigur dieses Kapitels ist Atticus Turner. Das eröffnende Zitat ist eine Definition des fiktiven Begriffs Jim-Crow-Meile aus dem Safe Negro Travel Guide, die für schwarze Kraftfahrer physische Distanz und Gefühle wie Angst und Frustration aufgrund der Möglichkeit, unterwegs immer wieder Rassismus zu erleben, misst.
Inhalt: Atticus kehrt von Florida nach Chicago zurück, nachdem er einen Brief seines Vaters Montrose erhalten hat, dieser habe Anhaltspunkte, wo sie mehr über die Herkunft von Atticus' Mutter und sein Geburtsrecht erhalten könnten. Dazu besucht er seinen Onkel George, der den Safe Negro Travel Guide herausgibt. Montrose wolle anscheinend nach Arkham, was sich nach richtigem Entziffern der Handschrift aber als Ardham in Devon County, Massachusetts, einem Sundown County, herausstellt. Als er feststellt, dass sein Vater bereits aufgebrochen war, nachdem er sich mit einem Weißen in einem silbernen Wagen getroffen hatte, macht Atticus sich mit George in dessen Packard in Begleitung seiner alten Freundin Letitia auf den Weg. In Simmonsville, New York werden sie von einem Feuerwehrwagen verfolgt, den aber der silberne Wagen aufhält. Bei einem Zwischenstopp bei Letitias Bruder Marvin erfahren sie von ihm mehr über das vergangenheitsbehaftete und fremdenfeindliche Devon County, dessen Hauptsitz von Hexenjägern gegründet wurde, und über Sheriff Eustace Hunt. Atticus und George, die Letitia bei ihrem Bruder gelassen haben, werden im Wald vor Ardham von dem Sheriff und seinen Deputies angehalten. Als Geräusche eines Biests zu hören sind, verschwinden die Deputies spurlos, und das Polizeiauto steht plötzlich in Flammen, wohinter Letitia steckt.
Wieder zu dritt erreichen sie in Ardham die Loge des „Ordens der alten Morgenröte“ von Samuel Braithwhite, wo sie von einem Butler erwartet werden, während Montrose und Braithwhite in Boston seien. Die drei werden nach Ankunft der Logenmitglieder, ältere weiße Herren, die Antenauten oder Söhne Adams genannt werden, zum Dinner geladen, zu dem auch ein junger Mann erscheint. Atticus präsentiert den Mitgliedern eine aus ihren Verordnungen abgeleitete Theorie, dass er ein direkter Nachfahre ihres Gründers Titus sei und damit ihnen befehlen könne zu gehen. So stellt sich der bleibende junge Mann als Caleb Braithwhite heraus, der ihn darauf zu seinem Vater Samuel führt, von dem er erfährt, dass er am nächsten Morgen Teil eines Rituals sein soll. Nachdem die rothaarige Delilah aus der Stadt Atticus zu dem Verlies, wo sein Vater festgehalten wurde, gebracht hat, befreit er ihn, wobei er Delilah ausknockt, und sie versuchen zu fliehen. Doch auf einer Brücke bleibt der Wagen stehen, als Caleb sich ihnen nähert, dessen Magie verhindert, dass Montrose auf ihn schießen kann, und im Gegenzug selbst auf Montrose schießt. Dennoch wacht er am Morgen ohne Wunde auf. Das Ritual findet in einem Raum statt, in dem eine freistehende Tür errichtet ist. Atticus soll dabei als Leiter für die aus der Tür strömenden Energie dienen, indem er eine Formel in der Sprache Adams rezitiert. Währenddessen liest er aber statt Samuels Formel von einem Zettel, den Caleb ihm heimlich gegeben hat, ab, was das Gegenteil bewirkt: Er wird vor der Energie beschützt, wohingegen die Logenmitglieder zu Aschefiguren erstarrt sind.

### Träume vom Which-Haus
Anmerkungen: Der Titel verweist auf Lovecrafts Kurzgeschichte Träume im Hexenhaus (The Dreams in the Witch House) in einem Wortspiel mit „which house?“, der Frage „Welches/Was für ein Haus?“. Die Hauptfigur des Kapitels ist Letitia Dandridge, Atticus' Freundin. Das eröffnende Zitat stammt aus dem Standard Form, Chicago Restrictive Covenant, das 1927 von Nathan William MacChesney für die Chicagoer Maklerbehörde entworfen wurde; die zitierten ersten zwei Artikel verbieten die Benutzung und Besetzung von Räumlichkeiten durch Schwarze, außer als Personal, sowie den Verkauf von Räumlichkeiten an Schwarze.
Inhalt: Monate später im Sommer hat Letitia, weil ein Geschäftspartner ihrem Vater noch etwas schuldete, eine Geldmenge (ungenannten Betrags) erhalten, von der sie sich ein Haus kaufen möchte, um Zimmer zu vermieten. Beim Maklertermin, zu dem sie nur dessen stiller Geschäftspartner Mr. Archibald empfängt, entdeckt Letitia, die ein Haus in einer weißen Nachbarschaft sucht, unter den Angeboten das billige Winthrop-Haus. Dieses enthält vierzehn Räume, im Atrium einen Brunnen mit einer Hekate-Statue und einen kaputten Lift. Es wurde von Hiram Winthrop, der sein Geld mit Textilfabriken gemacht hatte, und seinem Sohn bewohnt, nachdem seine Frau kurz vor dem Einzug verstorben war. Als die Schwestern in der Nacht nach der Einzugsfeier durch die Geräusche des fahrenden Aufzugs und eines Orrery aufwachen und, sobald sie im Flur stehen, alle Türen zufallen, verlässt Ruby das Haus. Beim Frühstück fallen Letitia Ungeziefer aus der Frühstücksschachtel und die Badewanne, in der ihre Kleider gelegt sind, läuft mit Wasser über. Als sie den Raum mit dem Orrery betreten will, schlägt Winthrops Geist die Tür zu und lässt sie, auch als sie mit einem Gewehr auf die Tür schießt, nicht hinein. Er ist kurz davor, sie den Fahrstuhlschacht hinunterzustoßen, aber lässt sie los, als sie droht, im Tod würde sie zurückkehren und ihn heimsuchen.
Am Mittwochabend beobachtet Letitia die Bewohner eines Apartmenthauses, das abgebrannt ist, und wird auf dem Heimweg von weißen Jugendlichen belästigt, als der Schäferhund eines Bekannten auftaucht und diese vertreibt. Als sie am Donnerstag versucht, mit einem Kartendeck ihren Vater anzurufen, spürt sie die Präsenz des Geistes und sie spielen Poker. Dann schlägt sie Schach vor, worauf der Geist wütend reagiert. Da wird ihr Haus mit Schmutz beworfen, wodurch auch ein Fenster zerbricht. Nachdem die Belästiger weggefahren sind, erhält sie telefonisch die Warnung, beim nächsten Mal würden sie ins Haus kommen. Wieder in der Küche sieht sie, dass der Geist derweil eine Schachpartie aufgestellt hat. Am Freitag, während Letitia mit Atticus ausgegangen ist, bricht eine Gruppe Jugendlicher in das Haus ein, um Feuer zu legen. Zwei von ihnen verschwinden plötzlich, einer wird vom Geist in den Brunnen gestoßen und einer in den Aufzug. Als Letitia und Atticus heimkommen, treffen sie auf Feuerwehr und Polizei, die aufgrund Schreie der Jungen von den Nachbarn gerufen wurden.
Etwas später hat Letitia mehrere Untermieter gefunden; auf dem Küchentisch steht noch das Schachspiel und sie wartet auf Winthrops nächsten Zug. Atticus sucht Mr. Archibald auf, weil er ein Foto von Winthrop mit Samuel Braithwhite gefunden hat, und beschuldigt ihn, im Namen von Caleb Braithwhite, der etwas vorhabe, gehandelt zu haben.

### Abdullahs Buch
Anmerkungen: Der Titel verweist auf das fiktive Necronomicon, ein Buch in Lovecrafts Geschichten, das von dem wahnsinnigen Araber Abdul Alhazred geschrieben worden sei. Es wird auch in dem Kapitel selbst erwähnt. Die Hauptfigur des Kapitels ist George Berry, Atticus' Onkel. Das eröffnende Zitat stammt aus dem Brief des ehemaligen Sklaven Jourdon Anderson, den er 1865 an seinen früheren Sklavenhalter schickte, als der ihn gebeten hatte, auf seine Farm zum Arbeiten zurückzukehren. Anderson fordert als Beweis der Aufrichtigkeit, dass er als Arbeiter frei wäre und gut behandelt werden würde, eine Entlohnung von über elftausend Dollar für die Zeit der Sklavenarbeit.
Inhalt: George und Montrose haben in ihrem Besitz ein Buch ihrer Vorfahrin, der befreiten Sklavin Adah, die darin von ihrer Tochter Ruth aufschreiben ließ, welche Tätigkeiten sie für den Sklavenhalter errichten musste und welche körperliche Strafen sie durch ihn erlitt, sowie jeweils wie viel Entschädigung ihr dafür geschuldet wurde. Nach Adahs Tod versuchte Ruth erfolglos, das Geld von den Nachfahren des Sklavenhalters einzufordern. Jedes Thanksgiving treffen George und Montrose sich, um die hinzugekommenen Zinsen einzutragen. Als sie diesmal zur Bank gehen, um das Buch abzuholen, befindet sich im Schließfach nur eine Notiz mit einer Adresse. Dort treffen sie auf Caleb Braithwhite mit Atticus sowie Captain Lancaster, dem Leiter der Ordensloge von Chicago, die mit der von Ardham vereinigt werden soll. Dies wurde bereits in den 1930ern versucht, als der Chicagoer Logenmeister Hiram Winthrop war, in dessen Besitz sich ein magisches Buch der Namen 3 befand. Dies soll sich nun im Naturkundemuseum von Chicago befinden und Caleb beauftragt George und Montrose, es zu holen.
Beim Treffen ihrer Prince Hall-Freimaurerloge, dessen Meister einen Verwandten beim Naturkundemuseum hat, verkündet George ihren Plan, das Buch der Namen durch eine Fälschung, die Caleb erhalten soll, zu ersetzen. Um Mitternacht gelangen George, Montrose, Atticus und ihre Freimaurermitglieder in das Museum und finden in einem Eckraum im zweiten Stock einen geheimen Eingang zu einer dunklen Passage. An dessen Ende entdecken sie eine in der Luft über einem Abgrund schwebende Truhe, um die eine Leiche schwebt. Indem ihn Atticus und Montrose am Gürtel festhalten, tritt George als erster in den schwerelosen Bereich, wo ihn ein Luftzug nach rechts zieht. An zwei Seile gebunden schwebt als Nächstes Freimaurermitglied Mortimer zu der Truhe, doch als er sich an sie klammert, erscheint ein Torpedo mit Klingen, der die Seile durchzuschneiden droht, aber Mortimer kann rechtzeitig zurückgeholt werden. Schließlich kommen sie darauf, dass es einen Mechanismus geben muss, und George findet an der Wand einen Knopf, der die Truhe nach vorne gleiten lässt, sodass sie daraus das Buch entnehmen können. Als sie durch die Passage wieder im Museum ankommen, erwarten sie bereits Caleb Braithwhite und Captain Lancester, sodass es keine Gelegenheit gibt, das Buch mit der Fälschung auszutauschen. Caleb erhält das echte Buch und gibt ihnen im Gegenzug Adahs Buch wieder zusammen mit der darin eingetragenen Geldmenge, inklusive aller Zinsen (insgesamt 300.000 Dollar).

### Hippolyta stiftet Unruhe im Universum
Anmerkungen: Das eröffnende Zitat ist von Orithyia Blue, der Titelfigur des fiktiven Comics, den Horace Berry zeichnet. Die Hauptfigur des Kapitels ist Hippolyta Berry, Georges Frau. Das Thema eines weiteren Planeten im Sonnensystem erscheint bei Lovecraft in der Erzählung Der Flüsterer im Dunkeln, in der er den fiktiven Planeten Yuggoth am Rande des Sonnensystems beschreibt und die er 1930 vor der Entdeckung Plutos zu schreiben begonnen hatte.
Inhalt: Im Winthrop-Haus hat Hippolyta in einem versteckten Fach des Orrery Notizen und Schlüssel zu Winthrops Observatorium in Wisconsin entdeckt. 1928 im Alter von neun Jahren erhielt sie von ihrem Vater ein Teleskop und versuchte, den von Percival Lowell gesuchten Planeten X zu finden. Als Clyde Tombaugh diesen, den neunten Planeten, entdeckte, schlug sie den Namen Pluto vor, der aber Venetia Burney zugeschrieben wurde, sodass sie schwor, den nächsten Planeten zu finden. Tage vor Weihnachten fährt Hippolyta nach Wisconsin zu Winthrops Sternwarte. Darin findet sie eine Konsole mit Eingabefeldern für vierundsechzig Drei-Ziffern-Nummern und einen Knopf, der um sie herum eine Projektion des Sternenhimmels erzeugt, an der Zahlenkombinationen verschiedene Sternenkonstellationen zeigen. Aus Winthrops Notizen gibt sie eine Zahlenkombination für alle vierundsechzig Felder ein, zu der ein weißer Sandstrand an einem dunklen Ozean erscheint. An der Tür der Sternwarte erscheint es wie eine optische Illusion, als ginge der Strand draußen weiter. Hippolyta tritt hindurch und landet auf dem Strand, wo der Durchgang zur Sternwarte ein freistehendes Rechteck ist.
Der Strand liegt an einer felsigen Klippe mit einem Vorsprung, den eine Treppe hochführt und auf dem eine Sternwarte zu sehen ist. Nachdem ein Mechanismus am Ende der Treppe sie bewusstlos gemacht hat, wacht Hippolyta in der Sternwarte bei einer alten schwarzen Frau namens Ida auf. Diese war eine Dienerin Winthrops, bis ihre Tochter Pearl 1935 mit dessen Sohn durchbrannte. Um Informationen über ihren Aufenthaltsort zu bekommen, brachte er alle übrigen fünf Angestellten auf den fremden Planeten, aber konnte durch seinen Tod nicht mehr zurückkehren. Die anderen vier starben nach und nach, und seit fünf Jahren ist Ida alleine. Als zwei Männer aus einer Wärterhütte zu der Sternwarte in Wisconsin auf dem Strand erscheinen, nähert sich ihnen ein großer Felsbrocken – ein Monster, von Ida Skylla genannt –, aus dem Tentakel schießen und die Männer verschlingen. Ida drängt Hippolyta daraufhin zu gehen, zerstört Winthrops Notizen und führt sie zum Strand, wo Skylla sich zur Verdauung zurückgezogen hat. Schließlich gibt Ida ihr noch ein Geschenk, für ihr Schweigen. Nachdem Hippolyta die Sternwarte betritt und den Schlüssel aus der Konsole zieht, werden die Eingabezahlen zurückgesetzt und die Sternenprojektion verdunkelt sich, sodass der Weg zu Ida verschwindet.
Auf dem Weg zurück wird Hippolyta von Männern, die ihr Auto untersuchen, aufgehalten. Einer von ihnen, ein Farmer, öffnet die Geschenkschachtel von Ida, in der sich eine schwarze Kugel befindet. Als er sie berührt, schießen Tentakel hervor und die Kreatur legt sich auf sein Gesicht, um es zu verspeisen. Zuhause bemerkt Hippolyta gegenüber ihrem Sohn, dass sie ein Comicheft vermisst, das sie während der Fahrt nach Wisconsin gelesen hatte.

### Jekyll in Hyde Park
Anmerkungen: Der Titel verweist auf Robert Louis Stevensons Novelle Der seltsame Fall des Dr. Jekyll und Mr. Hyde im Wortspiel mit dem Chicagoer Stadtteil Hyde Park. Das eröffnende Zitat stammt aus der Novelle und beschreibt aus Jekylls Perspektive die Wirkung der Verwandlung in den bösen Hyde. Die Hauptfigur des Kapitels ist Ruby Dandridge, Letitias Schwester, die die Rolle der gespaltenen Verwandelnden einnimmt.

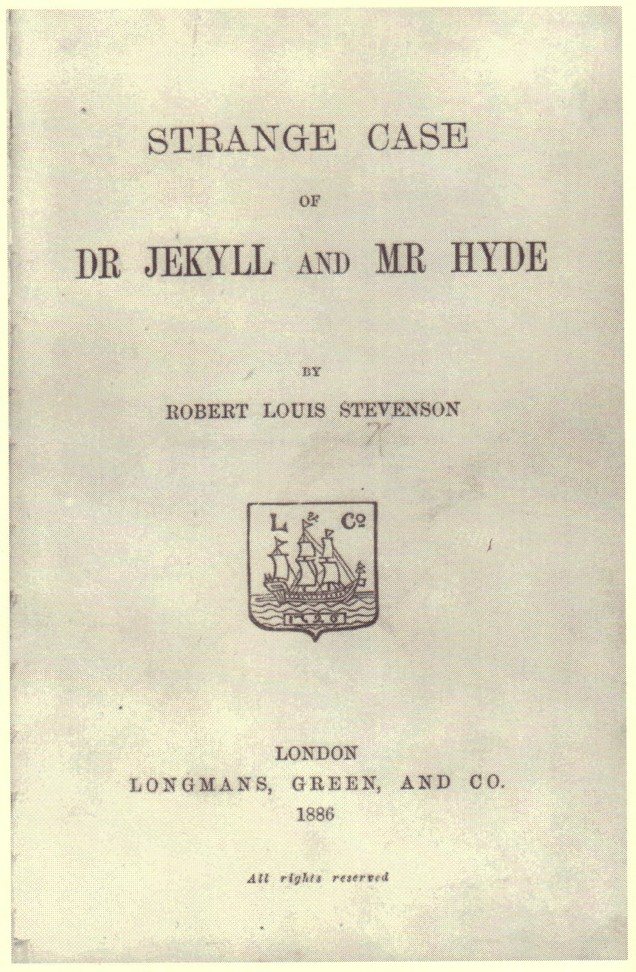
Die Novelle um Jekyll und Hyde dient als Bezug für diese Geschichte.

Inhalt: Ruby, die für ein Catering-Unternehmen arbeitete, wurde an Weihnachten von ihrer Chefin Katherine Demarski eines Diebstahls beschuldigt und gefeuert. An Silvester will sie zu Letitias Feier im Winthrop-Haus gehen, aber trifft an der gegenüberliegenden Kneipe Caleb Braithwhite und geht mit ihm stattdessen in einen Club. Er sagt, er hätte ein Jobangebot für sie, ohne dieses näher zu benennen, wolle ihr aber zuerst etwas zeigen. Er fährt sie zu einem Reihenhaus am Hyde Park, wo er ihr ein Getränk roter Flüssigkeit reicht. Am nächsten Tag wacht Ruby schockiert in der Gestalt einer weißen, rothaarigen Frau auf. In der Stadt gibt sie sich den neuen Namen Hillary. Sie sieht Katherine Demarski mit dem gestohlenen Schmuck und inszeniert vor Polizisten, dass diese gerade etwas aus einer Boutique gestohlen hätte. Nachdem sie sich von einem Polizisten ausführen lässt und einen neuen Haarschnitt verpasst, wobei sie die Hintergrundgeschichte von Hillary weiter ausschmückt, besucht sie eine Jobagentur, doch gerade in dem Aufzug setzt die Rückverwandlung ein, sodass sie von dort fliehen muss.
Am dritten Tag danach kehrt sie in das Reihenhaus zurück, wo Caleb sie empfängt. Er erklärt ihr, dass ihr Zusammentreffen kein Zufall war, und berichtet von den Geschehnissen im Sommer (Kapitel Lovecraft Country), sowie dass er Letitias Kauf des Winthrop-Hauses arrangiert hatte. Am nächsten Tag findet eine Versammlung der Ordenslogen mit Vertretern aus verschiedenen amerikanischen Städten statt, an der Ruby in Hillarys Gestalt als Rose Endecott aus Nantucket teilnimmt. In einer Vitrine ist das Buch der Namen ausgestellt. Lancaster stellt den Gästen Caleb in einer Rede vor, in der er betont, dass dieser sehr jung sei, sie ihm aber dennoch zuhören sollten. Caleb enthüllt in seiner Rede, dass der Tod seines Vaters nicht durch ein fehlgeschlagenes Ritual kam, sondern von ihm herbeigeführt wurde, und beklagt, dass viele der Logenmitglieder statt wissenschaftlich zu handeln noch der Alchemie anhängen. Er schlägt eine Vereinigung aller Logen der USA vor, deren Anführer durch einen Wettbewerb am Mittsommertag entschieden werden solle. Nachdem sie im Anschluss zum Reihenhaus gefahren sind, haben Caleb und Ruby als Hillary Sex, doch während des Aktes geschieht die Rückverwandlung. Caleb macht ihr nun das Jobangebot: sie solle vom Reihenhaus für ihn Aufträge erledigen, je nachdem welche er dazu braucht, als Ruby oder Hillary.
Ihr dritter Auftrag ist, dass sie Lancaster im Polizeigebäude einen magischen Gegenstand verstecken soll. Nach dessen Erledigung bittet Caleb sie, dass er über Nacht bleiben könne, was sie aber ablehnt. Am nächsten Tag steht, während sie alleine ist, zum ersten Mal die Tür zum Keller offen, wo sich Calebs Arbeitsraum befindet. Ruby findet dort unten einen Kühlschrank und einen Glassarg, in dem eine weiße Frau von Hillarys Gestalt liegt, von der Blut abgezapft wird. Caleb tritt ein und erzählt ihr, dass diese Frau (Delilah) nach einer Kopfverletzung im Koma liegt; die Maßnahmen würden ihr helfen, am Leben zu bleiben, und zugleich ist sie auf diese Weise nützlich. Als Ruby geschockt und ablehnend reagiert, zeigt er ihr, dass sich im Kühlschrank bereits ein Vorrat des Blutelixiers befindet, das verschwendet wäre, wenn sie aufhören würde.

### Narrow-Haus
Anmerkungen: Die titelgebende Phrase narrow house (schmales Haus) ist eine poetische Umschreibung für Grab. Das eröffnende Zitat ist ein Augenzeugenbericht eines Überlebenden des Massaker von Tulsa in der afroamerikanischen Zeitung The Chicago Defender vom 11. Juni 1921. Die Hauptfigur des Kapitels ist Montrose Turner, Atticus' Vater, der dieses als Kind miterlebt hat.
Inhalt: Caleb Braithwhite sucht Montrose auf und beauftragt ihn, Hiram Winthrops Sohn zu finden. Dieser soll, als er mit einer Dienerin durchgebrannt ist, magische Bücher seines Vaters gestohlen haben und nun unter dem Namen Henry Narrow in Aken, Illinois, leben, wo Montrose mit Atticus hinfährt. Als sie dort ankommen, treffen sie einen weißen Anwalt an, der einen Fall für NAACP übernommen hatte und deswegen als Schwarzen-Freund geächtet wird. Er erklärt ihnen, dass sie sich mit der Hausadresse vertan haben; Narrow wohnte nahe dem Friedhof mit Pearl und seinem Sohn Henry Jr. Nachdem sie im Juli 1945 eingezogen waren, starben sie im August durch einen Hausbrand. Seitdem ist das Narrow-Haus eine Ruine und Bewohner der Stadt haben angeblich Geister einer schwarzen Frau und eines kleinen Jungen gesehen, was auch dazu geführt haben soll, dass der Bürgermeister und der Polizeichef in einem Autounfall starben. Montrose und Atticus finden den Weg zu dem Friedhof, aber nicht das Narrow-Haus, weswegen Atticus aussteigt, um einen Friedhofsgärtner zu fragen. Als Montrose allein ist, lockt ihn ein Junge mit Schneebällen nach draußen zu einem unbeschädigten Haus, das von sommerlichem Gras umgeben ist.
Drinnen trifft er auf Henry Narrow und bittet ihn um Hilfe gegen Braithwhite. Im Gegenzug für die Notizen seines Vaters möchte Narrow wieder etwas fühlen, wofür Montrose eine Geschichte über seinen Vater erzählen soll, den Narrow Dick Rowland nennt, sodass Montrose erklären muss, wer dies war: Rowland wurde beschuldigt, am Memorial Day 1921 in Tulsa eine weiße Frau angefallen zu haben, worauf bewaffnete Weiße und Schwarze am Gerichtsgebäude aufeinandertrafen und es zu Unruhen und Zerstörung kam. Montrose erzählt, dass sich unter diesen Schwarzen auch sein Vater befand. Dieser hatte dem siebenjährigen Montrose befohlen, im Haus bei seiner Mutter zu bleiben, aber George mit auf die Straße genommen, der Adahs Buch holen wollte. Montrose entschied sich, mit einem Hammer in der Hand auf die Straßen zu laufen, wo es Schießereien und Feuer gab. Sein Vater rannte mit ihm wieder in Richtung ihres Hauses, als ein Weißer aus einem Auto auf sie schoss, wodurch Montroses Vater getötet wurde.
Nun erzählt Narrow von seinem Vater, der unsterblich und allmächtig werden wollte und so an eine Hexe kam, die Henrys Mutter wurde. Ein fehlgeschlagenes Ritual verkrüppelte ihr die Beine und ein Versuch der Heilung tötete sie. Danach zogen Winthrop und sein Sohn in ein neues Haus (das Winthrop-Haus), von dem Henry ein Jahr später mit Pearl nach Pennsylvania floh. Nach der Nachricht von Winthrops Tod zogen sie in die Nähe von Pearls Familie nach Aken. Vor dem Haus erscheinen Männer, die nach Narrow rufen und Molotowcocktails hineinwerfen, sodass das Haus anfängt zu brennen. In der tatsächlichen Ruine findet Atticus seinen Vater, der plötzlich Winthrops Notizen in den Händen hält. Montrose schärft Atticus aber ein, dass sie Braithwhite sagen werden, sie hätten nichts gefunden.

### Horace und die Teufelspuppe
Anmerkungen: Das eröffnende Zitat stammt aus Lovecrafts Geschichte Herbert West – Der Wiedererwecker (Re-Animator). Hauptfigur des Kapitels ist Horace Berry, Georges Sohn.
Inhalt: Horace wird von den Detectives Burke and Noble aufgesucht und in einem Diner befragt. Sie würden Caleb Braithwhite und Personen, die mit ihm zu tun haben (könnten), nämlich Horaces Familie, beobachten sowie im Fall eines Unfalls in Wisconsin ermitteln. Dazu zeigen sie ihm den Comic von Orithyia Blue, den seine Mutter verloren hat. Ein weiterer Kunde im Diner, Captain Lancaster reibt Horaces Kopf mit Spucke ein. In der Nacht hat Horace einen wiederkehrenden Traum von einem Supermarkt, in dem Köpfe schwarzer Jungen als Wassermelonen verkauft werden. Am Morgen ist es ihm aufgrund Lancasters Zauber unmöglich, seine Eltern zu warnen. Im Lebensmittelladen fühlt er sich von der Karikatur eines schwarzen Butlers angestarrt sowie, als er für den Laden Pakete ausliefert, im Garten einer alten Frau von ihrer Weihnachtsdekoration des Zwarte Piet. Am Samstag hat einer seiner Freunde in ihren Spieleraum eine pygmäische Fetischpuppe mitgebracht. Als Horace sieht, wie diese sich eigenständig bewegt und ihn anstarrt, wird er ohnmächtig. Nachdem er aus dem Krankenhaus zurückgekehrt ist, berichten Freunde ihm, ihr Clubhaus sei zerstört worden und die Puppe verschwunden.
An dem Abend, während seine Mutter auf Reisen ist, passt Ruby auf ihn auf und Horace benutzt Scrabblesteine, um sein Geheimnis zu erzählen. Sie antwortet, sie habe einen Freund, der helfen könne. Da hören sie das Geräusch einer Bewegung in der Wohnung, aber niemand ist zu sehen. Am nächsten Abend wartet Horace vor dem Laden auf Ruby, als eine neue Bestellung hereinkommt, die Horace ausliefert. An der angegebenen Adresse gehen plötzlich die Straßenlaternen aus, unter denen darauf die Detectives und Lancaster erscheinen, die wieder verschwinden, nachdem ein Auto versucht, Horace anzufahren. Er rennt zu dem gegenüberliegenden Park, wo sich ein Spielplatz befindet, dessen Schaukeln und Karussell sich von selbst zu bewegen scheinen, bis die Teufelspuppe vom Karussell abspringt und auf ihn zurast. Horace flüchtet in ein Toilettenhäuschen und drückt die Tür zu, gegen die die Puppe mehrfach hämmert. Vor einem Mann in einer der Kabinen flieht er nach draußen und fällt hin auf Augenhöhe mit der Puppe, die er mit einem Ziegelstein wegschlägt. Als er wieder davonrennt, fängt ihn diesmal ein weißer Polizist ein, der auf ihn schießen will. Da kommt Caleb Braithwhite dazu und rettet ihn vor dem Polizisten und der Teufelspuppe. Zuhause befreit er den Jungen von Lancasters Zeichen in Anwesenheit von dessen Eltern, die erst dadurch von den gegenseitigen Verwicklungen mit Braithwhite erfahren. Er sagt, Lancaster wollte Horace töten, um ihn, Caleb, zu warnen, und will nun gemeinsam mit der Familie gegen ihn vorgehen.

### Das Kainszeichen
Anmerkung: Das Kapitel wird eröffnet mit einem Zitat der Bibel (Gen 4,11-12 ), in dem Gott Kain das titelgebende Kainszeichen zum Schutz gibt. In diesem Kapitel kommen alle bisherigen Hauptfiguren zusammen.
Inhalt: Die Berrys, Turners, ihre Freimaurermitglieder und Letitia versammeln sich im Freimaurertempel und erzählen sich gegenseitig von ihren Begegnungen mit Caleb, als ein Bote kommt, der ihnen Calebs Plan erklären soll: es ist Ruby, die bei der Wiedergabe ihrer Geschichte die Verwandlung in Hillary ausspart und sie auf den Job für Braithwhite reduziert. Sie erzählt den anderen Calebs Plan gegen Lancaster, aber um auch Caleb loszuwerden, ebenfalls von seinem Kainszeichen – ein Tattoo auf der Brust –, das ihm die Immunität verleiht. Um Hilfe zu erhalten, wie sie es entfernen können, bringt Montrose Winthrop die Notizen aus dem Narrow-Haus.
Am nächsten Abend nimmt Caleb Atticus zu einem Treffen mit Lancaster in einem Country Club mit, wo sie von Burke und Noble empfangen und durchsucht werden. Drinnen setzen sie sich mit Lancaster zusammen, der sich aufregt, dass Braithwhite ihm nicht Winthrops Notizen gebracht hat und ihn ausspionieren ließ. Er erzählt von einem Zauber, Zeichen des Biests, mit dem er Braithwhite töten könnte, und bringt als Druckmittel dreizehn Logenmitglieder in den Raum. Zur gleichen Zeit haben sich die Berrys, Turners, ihre Freimaurermitglieder, Letitia und Hillary an das Gebäude herangeschlichen. Während Hippolyta und Hillary im Wartungshäuschen den Strom des Country Clubs kappen, schmeißen George und Montrose eine Rauchbombe durch den Schornstein, wodurch Atticus und Caleb in den Ballsaal entkommen können. Als Lancaster in den Raum kommt, springen die Freimaurer aus ihren Verstecken und zeichnen Kreidemarkierungen auf dem Boden, durch die Lancaster sich nicht mehr bewegen kann. Atticus spricht einen Zauber, der die Ordensmitglieder in Dunkelheit auflöst und den Safe sprengt, aus dem Caleb sich das Buch der Namen holt. Doch Atticus spricht eine weitere Formel, die er von Winthrop gelernt hat, und wendet sie gegen Calebs Brust, der darauf zusammenbricht.
Später bringt die Gruppe ihn über die Grenze nach Indiana und erklärt, dass Atticus' Zauber ihn aus bestimmten Orten verbannt sowie allergisch gegen Naturphilosophie gemacht hat, sodass er keine Zauber mehr wirken kann. Caleb warnt Atticus, da die anderen Logen nun von ihm wüssten, würden er und seine Familie in Amerika nie mehr sicher sein, worüber sie nur lachen, da sie als Schwarze in Amerika bereits nicht sicher sind.

### Epilog
Der Epilog eröffnet mit dem Vorwort der Frühlingsausgabe 1955 des Safe Negro Travel Guide, der die erkämpften Erfolge für Schwarze im letzten Jahr wie Brown v. Board of Education preist. Letitia will für Hippolyta Winthrop um die Zahlenkombination für Idas Planeten bitten, damit diese Pearls Schicksal erfahren kann; Hillary spricht bei der Chefin der Jobagentur vor und Atticus wird auf seine nächste Reise für den Guide Montrose und Horace mitnehmen.

## Entstehung und Veröffentlichung
Autor Matt Ruff schrieb in der Danksagung des Werks, die erste Inspiration habe er vor dreißig Jahren durch Gespräche in der Universität erhalten. Aus den letzten Jahren nennt er die Lektüre von Pam Noles Essay Shame (2006) über die Schwierigkeiten, ein schwarzer Science-Fiction-Fan zu sein, und James W. Loewens Sundown Towns (2005), das ihn in das tatsächliche Green Book eingeführt habe, als die Geschichte begonnen habe Form anzunehmen.
In dem Online-Essay The Big Idea vom Februar 2017 beschreibt Ruff, das Konzept für das Werk habe als Pitch für eine Fernsehserie begonnen. „Die große Idee war, eine Serie wie Akte X zu kreieren, in der eine wiederkehrende Besetzung wöchentliche paranormale Abenteuer erlebt – nur statt weiße FBI-Agenten zu sein, sind meine Protagonisten eine schwarze Familie.“ Lovecraft als Element kam als Mittel hinzu, den klassischen übernatürlichen Horror und den weltlichen Terror für Schwarze zu der Zeit miteinander zu verbinden.  Während der Umarbeitung der Idee in einen Roman behielt er die Struktur einer Serienstaffel bei mit einem längeren Eingangskapitel als Pilotfilm und episodischen Kurzgeschichtenkapiteln, die zusammen einen längeren Handlungsstrang bilden.
Ruff begann die Arbeit an dem Roman im Sommer 2012 und stellte ihn im Oktober 2014 fertig. Veröffentlicht wurde er in den Vereinigten Staaten im Februar 2016. Das Umschlagbild von Jerrod Taylor verbindet in weißen Figuren Geister und die Kapuzen des Ku-Klux-Klans.

## Ausgaben
- englisch (Vereinigte Staaten): Lovecraft Country, HarperCollins, New York, 2016, ISBN 978-0-06-229208-7 (Leseprobe)
  - Hörbuch: Lovecraft Country, Sprecher: Kevin Kenerley, Blackstone Audio Inc., 2016
- englisch (Vereinigtes Königreich): Lovecraft Country, Picador, London, 2018, ISBN 978-1-5098-8334-9
- deutsch: Lovecraft Country, übersetzt von Anna und Wolf Heinrich Leube, Carl Hanser Verlag, München, 2018, ISBN 978-3-446-25820-4 (Leseprobe)
  - Hörbuch: Lovecraft Country, Sprecher: Simon Jäger, Argon Verlag, Berlin, 2018, ISBN 978-3-7324-5203-3

Weiterhin erschienen unter anderem Übersetzungen auf Tschechisch, Französisch, Russisch, Spanisch und Portugiesisch.

## Rezensionen

### Englischsprachig
Aaron Coats schreibt für die Chicago Review of Books, Ruff nutze Lovecrafts Kunst gegen ihn und, anstatt über dessen Haltungen den Finger zu erheben, stelle er sie auf den Kopf, indem er Rassismus als grausige Kreatur präsentiere, sowie dessen Stereotype über Schwarze, indem er „vollständig ausgearbeitete Figuren (Männer wie Frauen), reich an Intelligenz, Begehren und Charisma“ einführte. So urteilt er, sein größter Sieg sei, „den Figuren Raum zum Atmen und Leben zu geben, auch wenn ihre Umgebung sie einzuschränken versucht. Die schlüpfrigen Dialoge und spannungsgetränkte Prosa machen Lovecraft Country, das eines der wiedererkennbarsten Vermächtnisse in Science-Fiction herausfordert, jeden Cent wert.“
Für den Locus rezensiert der Science-Fiction-Autor Paul DiFilippo online, Ruff habe die zwei Anforderungen gemeistert, Lovecrafts Horror entlang neuer Dimensionen zu rekontextualisieren, ohne dessen Prämissen und Themen zu zerstören, sowie die weltliche Lebensrealität von Afroamerikanern der Zeit in einem lebendigen und akkuraten historischen Roman mimetisch zu porträtieren.
Im Science-Fiction- und Fantasy-Blog des größten amerikanischen Buchhandelunternehmens Barnes & Noble lobt Sam Reader als Ruffs größte Stärke dessen verspielten Umgang mit den Horrorelementen und -themen, wenn er jede Geschichte rekontextualisiert und umformt, um Rasse und Rassismus zu erforschen. „Ruff tut sich darin hervor, seinen häufig absonderlichen Szenarios persönliche Anteile beizugeben. Horrorelemente aus dem Vorratslager werden wahrlich schrecklich, seine rassistischen Poltergeister, abweisende Häuser und Fetischpuppen erhalten etwas ihrer Bedrohung zurück, die sie durch Jahre an Überbenutzung verloren haben. Ruff konstruiert jedes Teilchen fachmännisch, baut Spannung auf und spielt mit unseren Erwartungen, indem er manchmal geradeheraus spielt, manchmal das Skript für einen komischen Effekt umdreht.“
Im britischen Guardian schreibt Stuart Kelly: „Auch wenn die Geschichte wahre Momente des Schauderns hat, ist, was hindurch glänzt, Solidarität, Gewissenhaftigkeit und nicht einzuknicken im Angesicht von Boshaftigkeit. Es gibt viele Winke an Leser, die ihren Lovecraft kennen […], aber diese sind optionale Extras. […] Was so berührt, ist, dass es mehr mit dem Klan als mit Cthulhu zu tun hat.“

### Deutschsprachig
Wolfgang Schneider von Deutschlandfunk Kultur befindet, Ruff gelinge, eine Lovecraft-Atmosphäre der ständigen Bedrohung zu schaffen, ohne dafür monströse Wesen in Anspruch nehmen zu müssen, denn „der amerikanische Alltag von 1954 bietet Horror genug – wenn man schwarz ist. Wie sich Rassismus anfühlt – das vermittelt dieser Roman auf unter die Haut gehende Weise.“ Aber er kritisiert, dass das Übernatürliche ohne psychologische Tiefenwirkung beschrieben werden und daher die pulphafte Darstellung solcher Motive enttäusche. Das Fazit lautet: „Solange der Roman sicher auf dem Boden der rassistischen Realität von 1954 steht, ist er überzeugend und geradezu magisch; sobald er ins Phantastische driftet, wirkt er fade.“
Thorsten Krämer von Deutschlandfunk schreibt: „Auf geschickte Art überblendet Matt Ruff hier sozialrealistische Schilderungen des US-Rassismus in den 50er-Jahren mit der Genreprosa der Horrorliteratur. […] Vom Spukhaus über magische Folianten bis hin zum Körpertauschzauber: Der Autor bedient sich großzügig aus dem Repertoire des Horror-Genres. Alle fantastischen Elemente akzentuieren jedoch stets den sozialkritischen Grundton des Romans.“ Das größte Manko sei aber die TV-Kompatibilität, durch die man ahne, dass den Helden nichts wirklich Schlimmes passieren werde.

## Auszeichnung
- Endeavour Award 2017, punktgleich mit Patricia A. McKillip: Dreams of Distant Shores
- Locus Award 2017: 2. Platz
- World Fantasy Award 2017: Nominierung

## Verfilmung
Im Mai 2017 wurde bekannt, dass HBO eine Verfilmung als Serie in Auftrag gegeben hat. Die gleichnamige Fernsehserie wurde von Misha Green geschrieben und von Jordan Peele und J. J. Abrams produziert. Die zehnteilige Staffel erschien ab dem 16. August 2020.
In der Serie erscheint eine fiktionale Version des Romans, geschrieben von Atticus’ zukünftigem Sohn George Freeman. 4  Dabei referiert die Adaption nicht nur ihre Vorlage, sondern auch explizit wie sich die Realität der Serie von dieser unterscheidet, indem Atticus berichtet, was in dem Buch anders ist: darunter dass die Romanfiguren Caleb Braithwhite und Horace Berry in der Serie zu den weibliche Figuren Christina Braithwhite und Diana Freeman gemacht wurden beziehungsweise aus Sicht der Serie, dass sein Sohn die weiblichen Personen zu männlichen umgeschrieben habe.

## Fortsetzung
In einem Interview mit Locus im September 2017 sagte Ruff über die Möglichkeit einer Fortsetzung: „Ich könnte viel mehr mit diesen Figuren machen und ich würde die Geschichte gerne weitertragen. Dies wird davon abhängen, wie es zu den Plänen von HBO passt.“ Während die Serie im Juli 2021 offiziell nicht verlängert wurde, arbeitete Ruff dennoch an einem zweiten Roman. Diesen kündigte er auf seinem Blog im Juni 2022 an. Die Fortsetzung, die drei Jahre später 1957 spielt, trägt den Titel The Destroyer of Worlds: A Return to Lovecraft Country. Sie erschien in den Vereinigten Staaten am 21. Februar 2023.
Ruff plant, mit weiteren Bänden die Geschichte bis in das Jahr 1964 fortzuschreiben, in dem der Civil Rights Act in Kraft trat, der Diskriminierung unter anderem aufgrund Rasse und Hautfarbe und somit auch Rassentrennung in öffentlichen Orten verbot, was Georges Safe Negro Travel Guide überflüssig machen würde. 5 Da die Figur Horace in der Zeit von zwölf auf 22 Jahre altern würde, ergebe sich daraus dessen Coming-of-Age-Geschichte.